# Jannis Kübler
Jannis Kübler (* 25. Mai 1999 in Karlsruhe) ist ein deutscher Fußballspieler. Der zentrale Mittelfeldspieler steht beim Verbandsligisten FV Fortuna Kirchfeld unter Vertrag.

## Karriere
Kübler wechselte 2008 von der Jugend des unterklassigen FV Leopoldshafen in die Jugend des Karlsruher SC. Dort durchlief er die Jugendmannschaften bis zur U-19. Ohne einen Profieinsatz wechselte Kübler im Sommer 2016 für eine Ablösesumme in Höhe von 500.000 € von der Karlsruher Jugend in die Jugendabteilung des FC Schalke 04. Dort stieg er im Sommer 2018 in den Kader der zweiten Mannschaft auf und nahm mit der Bundesligamannschaft am Sommertrainingslager in Spanien teil. Gleichwohl konnte er sich in der Folge nicht ernsthaft für die erste Mannschaft empfehlen und wurde ausschließlich in der zweiten Mannschaft in der Oberliga eingesetzt. Im Januar 2019 verpflichtete der FC Carl Zeiss Jena Kübler auf Empfehlung des neuen Cheftrainers Lukas Kwasniok, der Kübler noch aus gemeinsamen Karlsruher Zeiten kannte. In Jena unterzeichnete er einen bis 2021 gültigen Vertrag. Sein Profidebüt in der 3. Liga gab er am 26. Januar 2019, dem 21. Spieltag, beim 0:0 gegen Preußen Münster.
Nach einer mehrmonatigen Auszeit unterschrieb Kübler im Dezember 2020 einen Vertrag beim SV Straelen in der Regionalliga West. Zur Saison 2021/22 wechselte er zum Ligakonkurrenten Wuppertaler SV. Nach 23 Ligaspielen wurde sein Vertrag nicht verlängert. Im Oktober 2022 schloss er sich nach mehreren Monaten der Vereinslosigkeit dem Verbandsligisten FV Fortuna Kirchfeld an, wo er seitdem spielt.
Außerdem wurde Kübler in der deutschen U-15-, U-16- und U-17-Nationalmannschaft eingesetzt. Mit der letzteren nahm er 2016 an der U-17-Europameisterschaft in Aserbaidschan teil. Zuletzt stand er im Aufgebot der deutschen U-19-Nationalmannschaft.